# Kim Seong-kon
Kim Seong-kon (auch bekannt unter westlicher Namensfolge: Seong-kon Kim; * 9. August 1949) ist ein südkoreanischer Gelehrter, Literaturkritiker, Übersetzer und Schriftsteller. Er war von 2012 bis 2018 Präsident des Literature Translation Institute of Korea (LTI Korea), das dem südkoreanischen Ministerium für Kultur, Sport und Tourismus unterstellt ist. Kim ist darüber hinaus Professor Emeritus an der Seoul National University, wo er sieben Mal mit dem „Distinguished Research Award“ (Preis für herausragende Forschungsleistungen) ausgezeichnet wurde.
Ferner war Kim als Redakteur angesehener Literaturzeitschriften wie z. B. dem Literature & Thought, 21st Century Literature sowie Contemporary World Literature tätig und verfasst seit 2003 regelmäßig Kolumnen für den Korea Herald.

## Leben

### Ausbildung
Kim erhielt 1982 seinen Ph.D. in Anglistik an der State University of New York in Buffalo unter der Leitung von Leslie A. Fielder. Später wechselte er zur Columbia University, um dort unter Edward W. Said, Verfasser des bekannten Werkes Orientalismus, Vergleichende Literaturwissenschaft zu studieren. Nachdem er die Kurse für seinen Ph.D. abgeschlossen hatte, schloss er sich 1984 der Fakultät der Seoul National University an.

### Akademische Laufbahn
Kim übernahm an der Seoul National University mehrere Ämter. Zunächst war er Direktor der SNU Students Residence Hall (1987–1989), dann Dekan der Fakultät für Anglistik (1999–2001), weiterhin Dekan des Sprachenforschungs-Instituts (2001) und Dekan der SNU Language School (2001–2005). Anschließend war er Direktor der Seoul National University Press (2009–2011) und auch Präsident der Vereinigung für koreanische Universitätsverlage (2010–2011).
Von 1998 bis 2001 war Kim Präsident sowie Gründer der „Koreanischen Vereinigung für Literatur und Film“, von 2001 bis 2003 fungierte er als Präsident der „Internationalen Vereinigung für Vergleichende Koreanistik“, von 2004 bis 2005 übernahm er den Vorsitz des „Rates für die Entwicklung und Förderung der koreanischen Vereinigung für die Englische Sprache und Literatur“, von 2004 bis 2006 diente er als Präsident der „Koreanischen Vereinigung für Moderne Englische Fiktion“ und von 2007 bis 2008 amtierte er als Präsident der „Koreanischen Vereinigung für Anglistik“.
Kim unterrichtete als Gastprofessor an der Pennsylvania State University, der University of California, Berkeley sowie an der Brigham Young University und forschte als Gastwissenschaftler am Harvard Yenching Institute, der University of Oxford und der University of Toronto.
Kim war Forschungsmitglied im „Südkoreanischen Präsidialausschuss für den nationalen Zusammenhalt“ und auch Vorsitzender des „Beratungsausschusses für die Förderung koreanischer Literatur im Ausland“ im Ministerium für Kultur. Kim setzte sich für die Förderung koreanischer Literatur im Ausland ein und ist Mitglied des „Beratungsausschusses für Koreanische Literatur“ der White Pine Press in New York. Zugleich amtiert er als Vize-Präsident der „Seouler Literatur-Gesellschaft“, welche aus ausländischen Botschaftern und hochrangigen Diplomaten besteht, die in Seoul stationiert sind. Ferner ist Kim Ehrenpräsident der südkoreanischen Alumni-Vereinigung der State University of New York (SUNY), Buffalo.
Er erhielt den „CU-Preis für hervorragende Alumni“ (2009), den „Fulbright-Preis für hervorragende Alumni“ (2010) und den „SUNY-Preis für ausgezeichnete internationale Alumni“ (2012).

### Berufliche Laufbahn
Kim führte in den späten 1970er und frühen 1980er Jahren zum ersten Mal die Debatte über die literarische Postmoderne in Südkorea ein. Ebenso leistete er Pionierarbeit auf dem Gebiet des Postkolonialismus und der Kulturwissenschaften in Korea. Seine Werke über die Postmoderne, den Postkolonialismus und die Kulturwissenschaften haben besonders die koreanischen Schriftsteller und Gelehrten stark beeinflusst. Im Jahr 2007 erhielt Kim den renommierten Kim-Hwantae-Literaturpreis für Kritik und 2014 wurde er mit dem Wu-Ho-Preis für Geisteswissenschaften ausgezeichnet.
Kim arbeitete zunächst als Redakteur der vierteljährlich erscheinenden Zeitschrift Contemporary World Literature (1988–1988) und anschließend als Chefredakteur der monatlichen Literaturzeitschrift Literature and Thought (2002–2005). Außerdem war er Mitherausgeber der Fachzeitschrift 21st Century Literatureund des Korea Journal, welches von der Akademie für Koreastudien veröffentlicht wird.
Quasi als selbst ernannter Kulturdiplomat, gab Kim südkoreanischen Diplomaten regelmäßig Unterricht am Institut für auswärtige Angelegenheiten sowie nationale Sicherheit (1988–1994) und hielt ausführliche Vorträge über die koreanische Kultur und Gesellschaft für ausländische Diplomaten bei der KOICA (Korea International Cooperation Agency) und beim COTI (Central Officials Training Institute) im Ministerium für auswärtige Angelegenheiten und Handel (1997 bis heute).
Des Weiteren ist Kim stellvertretender Vorsitzender des „Seouler Internationalen Literaturforums“ der Daesan-Stiftung. Kim wurde von der Vereinigung der koreanischen Lliteraturkritiker als einer der „50 repräsentativen Literaturkritiker seit 1900 in Korea“ nominiert. 2016 bestellte das koreanische Ministerium für Kultur, Sport und Tourismus Kim zum Vorsitzenden des Asien-Kulturforums sowie Mitglied des Korea-China-Kulturaustauschrats. Im selben Jahr wurde ihm die Stelle als Gastprofessor in Teilzeit am National Human Resources Institute im Ministerium für Personalmanagement angeboten. Das LTI Korea zeichnete Kim im Auftrag des Management Assessment Team des Ministeriums für Kultur, Sport und Tourismus mit der „Plakette für Ausgezeichnete Errungenschaften“ aus. Im Anschluss ernannte man Kim zum Mitglied eines stellvertretenden Ministers im öffentlichen Diplomatie-Rates des Ministeriums für auswärtige Angelegenheiten.

## Administrative Positionen
- Dekan, LTI Korea Translation Academy, 2012–2015
- Direktor, Seoul National University Press, 2009–2011
- Dekan, SNU Language School, 2001–2005
- Direktor, Institut für Anglistik, Seoul National University, 1999–2001
- Direktor, SNU Student Residence Hall, 1987–1989

## Lehre und Forschungen im Ausland
- Gastdozent, SUNY/Buffalo, 2011–2012
- Gastprofessor für Asiatische Literatur, University of California, Berkeley, 2006
- Gastprofessor für Koreanische Literatur, Brigham Young University, 1996–1997
- Gastprofessor für Englische Literatur und Komparatistik, Pennsylvania State University, 1990–1991 (im Rahmen d. Fulbright Asian Scholar-in-Residence Programms)
- Gastwissenschaftler (wiss. Mitarbeiter), Harvard University Yenching Institute, 2006–2007
- Gaststipendiat, State University of New York at Buffalo, 1992
- Gastwissenschaftler, Oxford University, 1991
- Gastwissenschaftler, University of Toronto, 1991

## Auszeichnungen und Förderungen
- La Orden del Mérito Civil (2018)[8]

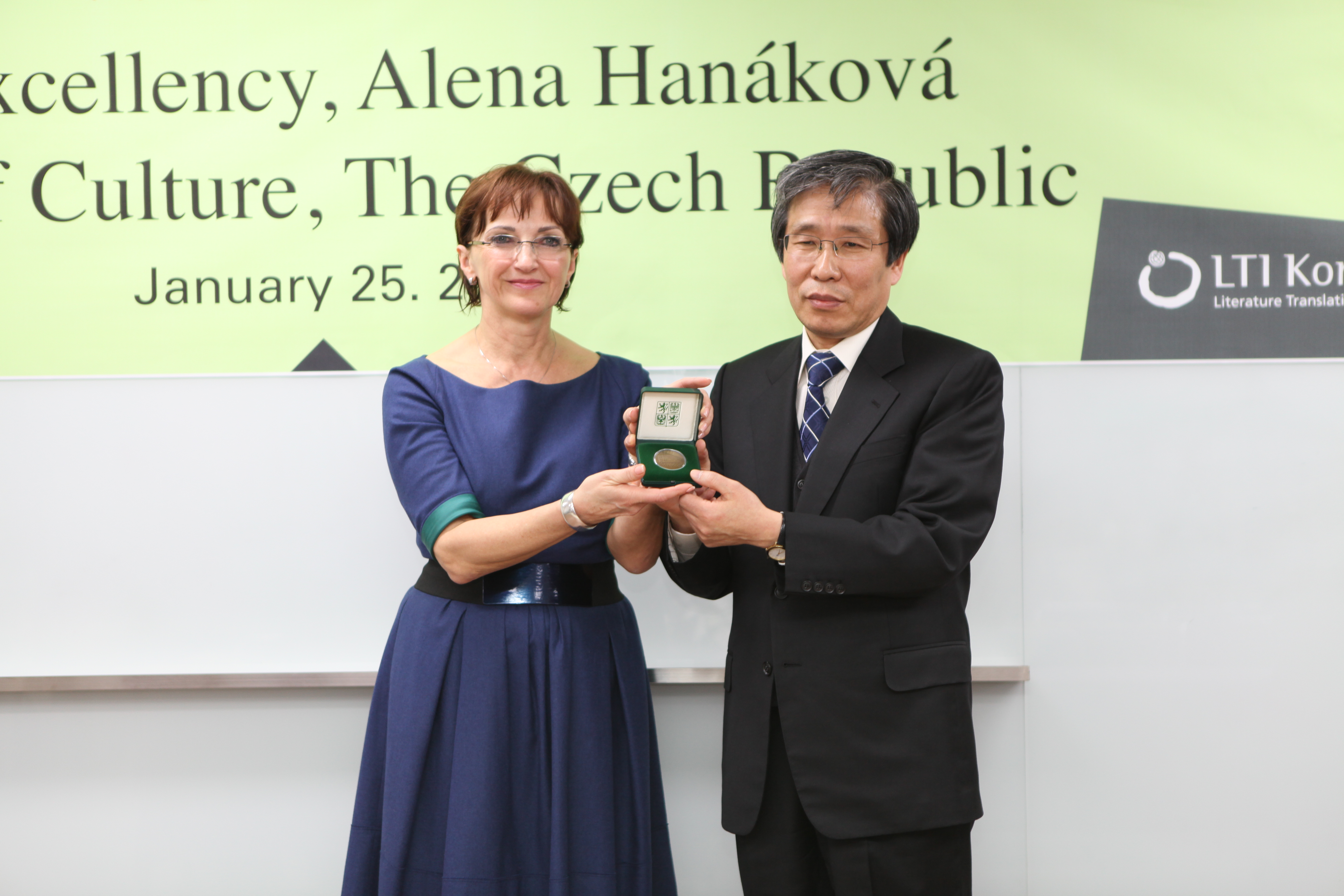
Kim erhält am 25. Januar 2013 von der tschechischen Kulturministerin, H.E. Alena Hanáková, das Ehrenabzeichen für kulturelle Errungenschaften

- Jademedaille der Republik Korea für Ausgezeichnete Leistungen (2014)
- Ehrenabzeichen der Tschechischen Republik für kulturelle Errungenschaften (2013)
- Auszeichnung für die hervorragende Lehre, Zentrales Beamtenausbildungsinstitut Korea (2014)
- Auszeichnung des koreanischen Kulturministeriums für den Besten Direktor einer öffentlichen Institution (2013)
- SUNY-Preis für Ausgezeichnete Internationale Alumni (2012)[9]
- Seoul National University, Preis für Hervorragende Forschungsleistungen (1998, 1999, 2007, 2008, 2009, 2010, 2011)
- Fulbright, Preis für Hervorragende Alumni (2010)
- CU, Preis für Hervorragende Alumni (2009)
- Seoul National University, Preis für den Besten Direktor eines Instituts (2003, 2004)
- Wu Ho Preis für Geisteswissenschaften (2014)
- Vereinigung für Koreanische Literaturkritik, Preis für die 50 besten Literaturkritiker des 20. Jahrhunderts (2014)
- Nationale Akademie der Naturwissenschaften, Preis für die Besten Bücher 2010: Literatur im Zeitalter von Mischkulturen (2010)
- Kim Hwantae Literaturpreis für Kritik (2008)
- USA Today, Buchpreis für Interviews mit amerikanischen Schriftstellern (1985)
- Ministerium für Kultur, Buchpreis des Jahres (3 Mal)
- Auszeichnung für die Beste Literaturkritik 2012, Literature and Game (2012)
- Auszeichnung für das Beste Buch über Literatur und Film, Filmessay (1992)
- Auszeichnung für Repräsentative Übersetzer in Korea, Journal of Publications (1990)
- Auszeichnung für Beste Bücher in den 1990er Jahren, Filmessay, Kyobo
- Auszeichnung für 24 Beste Bücher über ausländische Literatur seit der Befreiung Koreas: Worte im Labyrinth – Interviews mit amerikanischen Schriftstellern (1989)
- Auszeichnung für Repräsentative Bücher der 1980er Jahre: Amerikanische Literatur in Zeiten der Postmoderne (1989)
- Seoul National University, Tafel für Ausgezeichnete Leistungen (2001, 2011, 2014)
- Seoul National University, Preis für Ausgezeichnete Leistungen (2004)
- Auslandsstipendium der Korea Research Foundation (1996–1997)
- Stipendium des British Councils für die Oxford University (1991)
- Stipendium für die Bereicherung der kanadischen Fakultät an der University of Toronto (1991)
- Preis für das Asian Scholar-in-Residence Programm, Pennsylvania State University (1990–1991)
- Fulbright-Stipendium (1978–1984)
- Seoul National University, Stipendium für Auslandsforschungen an der UC Berkeley und Harvard
- Preis für hervorragende Abschiedsrede (1967)
- Preis des Bildungsministers (1966)

## Publizierungen im Ausland
- Simple Etiquette in Korea. Kent, UK: Paul Nobury (Curzon Press), 1988. Co-authored with O Young Lee (ehem. Kulturminister)
- Korea Briefing. Boulder: Associated University Press, 1991. (Verfasser eines Kapitels)
- Crosscurrents in the Literatures of Asia and the West. Newark: Associated UP, 1997. (Kapitelautor)
- Postmodernism in Asia. Tokyo: University of Tokyo, 2003 (Kapitelautor)
- Intellectual History of Korea. Tokyo: Cuon Press, 2014 (Kapitelautor)

## Werke

### Werke als Autor
- Simple Etiquette in Korea. Kent, UK: Paul Nobury (Curzon Press), 1988. Co-authored with O Young Lee (ehem. Kulturminister)
- 과거로의 여행. Reise in die Vergangenheit. Seoul: SNU Press (1985)
- 미로 속의 언어: 현대 미국작가와의 대화. Sprachen im Labyrinth: Im Gespräch mit amerikanischen Schriftstellern. Seoul: Minumsa (1986)
- 탈모더니즘시대의 미국문학. Amerikanische Literatur in der Postmoderne. Seoul: SNU Press (1989)
- 미국문학과 작가들의 초상. Amerikanische Literatur und Autorenportraits. Seoul: SNU Press (1993)
- 김성곤 교수의 영화에세이. Kim Seong-gons Filmessays. Seoul: Yoleumsa (1994)
- 뉴미디어 시대의 문학. Literatur des New Media Zeitalters. Seoul: Minumsa (1995)
- 문학과 영화. Literatur und Film. Seoul: Minumsa (1996)
- 미국현대문학. Zeitgenössische Amerikanische Literatur. Seoul: Minumsa (1996)
- 헐리웃: 20세기 문화의 거울. Hollywood: Ein Spiegel der Kultur des 20. Jahrhunderts. Seoul: Woongjin (1996)
- 김성곤의 영화기행. Kim Seong-gons Reise durch die Welt des Films. Seoul: Hyohyung (2001)
- 다문화시대의 한국인. Korea im Zeitalter des Multikulturalismus. Seoul: Yoleumsa (2002)
- 퓨전시대의 새로운 문화 읽기. Das Lesen einer neuen Kultur im Fusion-Zeitalter. Seoul: L&T (2003)
- 문화연구와 인문학의 미래. Die Zukunft der Kultur- und Geisteswissenschaften. Seoul: SNU Press (2003)
- 영화 속의 문화. Kultur im Film. Seoul: SNU Press (2003)
- 영화로 보는 미국. Amerika in Hollywood-Filmen. Seoul: Sallim (2005)
- 에드가 앨런 포. Edgar Allan Poe. Seoul: Sallim (2005)
- J. D. 샐린저와 호밀밭의 파수꾼. J. D. Salinger und Der Fänger im Roggen. Seoul: Sallim (2005)
- 사유의 열쇠: 문학. Der Schlüssel zum Denken: Literatur. Seoul: Mountain Press (2006)
- 글로벌시대의 문학. Literatur im Zeitalter der Globalisierung. Seoul: Mineumsa (2006)
- 하이브리드시대의 문학. Kultur im Hybridzeitalter. Seoul: SNU Press (2009)
- 경계를 넘어서는 문학. Literatur jenseits der Grenzen. Seoul: Mineumsa (2013)

### Werke als Herausgeber
- The Death of the Novel and Postmodernism. Ed. Seong-Kon Kim. Attic Publishing Co.
- 100 Cultural Keywords in the 21st Century. Ed. Seong-Kon Kim. Research Institute of Korean Publications & Marketing
- Korean Poetry. Mitherausgeber, gemeinsam mit Yong-jik Kim. KCAF Press (1987)
- Journey to Mujin: Collection of Modern Korean Fiction. Co-edited with Yongjik Kim. KCAF Press (1988)
- 21st Century Literary Movements. Ed. Seong-Kon Kim. Literature & Thought Publishing Co.

### Werke als Übersetzer

#### Vom Koreanischen ins Englische
- Strong Winds at Mishi Pass. New York: White Pine Press (2003). Poems of Hwang Tong-kyu, Co-Übersetzer. Seong-Kon Kim, Dennis Maloney
- Woman on the Terrace. New York: White Pine Press (2007).
- Poems of Moon Chung-hee. Co-Übersetzer. Seong-Kon Kim. Alec Gordon
- The Square. A novel by Choi In-hun. Übers. Seong-Kon Kim. Urbana-Champaign: Dalkey Archive Press (2014).

#### Vom Englischen ins Koreanische
- The Crying of Lot 49. Thomas Pynchon. Seoul: Minumsa.
- The Narrative of Arthur Gordon Pym of Nantucket. Edgar Allan Poe. Golden Bough.
- Trout Fishing in America. Richard Brautig. Vichae.
- A Farewell to Arms. Ernest Hemingway. Sigongsa.
- In Our Time. Ernest Hemingway. Sigongsa
- Waiting for the End. Leslie A. Fiedler. Samsung.
- Primitivism. Michael Bell. SNU Press
- Love is a Fallacy: Collections of Postmodern Fiction. Borges et al. Woongjin.
- Selected Poems of Seamus Heaney. Seamus Heaney. Yeolumsa
- Culture and Imperialism. Edward W. Said. co-trans. Hanshin
- Postmodern Culture. Steven Corner. co-trans. Hanshin
- American Literary Criticism. Vincent Leitch. Co-trans. Hanshin.
- Mukarovsky’s Poetics. Mukarovsky. Co-trans. Modern Literature Co.